# Culmstock
Culmstock – wieś i civil parish w Anglii, w Devon, w dystrykcie Mid Devon. W 2011 civil parish liczyła 877 mieszkańców. Culmstock jest wspomniana w Domesday Book (1086) jako Clumestoche/Clumestocha.